# ケヴィン・マクドナルド (1988年生のサッカー選手)
ケヴィン・マクドナルド（Kevin McDonald、1988年11月4日 - ）は、スコットランド・カーヌスティ出身のプロサッカー選手。ポジションはMF。

## 経歴

### クラブ
出身地にほど近いダンディーFCでプロキャリアをスタート。
2008年6月24日、移籍金50万ポンドでバーンリーFCが獲得。契約期間は3年。
2010–11シーズン終了後、バーンリーを退団。その後、トライアルを経てシェフィールド・ユナイテッドFCに加入。
2013年8月1日、ウルヴァーハンプトン・ワンダラーズFCに移籍、3年契約にサインした。移籍金は推定75万ポンド。加入初年度から主力に定着し、チームのリーグ1優勝に大きく貢献した。シーズン終了後にはリーグの年間ベストイレブンに、またサポーター投票によるチームのベストプレーヤーに選ばれた。
2016年7月22日、フラムFCに移籍。
2022年2月1日、ダンディー・ユナイテッドFCに移籍。
2023年1月31日、エクセター・シティFCに移籍。

### 代表
アンダー世代からスコットランド代表に選出されている。
2018年3月、コスタリカ代表とのフレンドリーマッチでフル代表デビューを飾った。

## タイトル
ウルヴァーハンプトン
- フットボールリーグ1: 2013–14[9]

個人
- フットボールリーグ1年間ベストイレブン: 2013-14